# Вестстеллінгверф
Вестстеллінгверф (нід. Weststellingwerf, фриз. Weststellingwerf) — громада в провінції Фрисландія (Нідерланди). Частина області Стеллінгверфен. До 1970-х багато хто розмовляв особливою стеллінгверфенською говіркою, що належить до нижньосаксонських діалектів. Сьогодні молодше покоління говорить майже виключно нідерландською. У політичному плані населення громади у 20 столітті більше голосувало за ліві партії. У 21 столітті політичний вибір змістився до VVD та праворучних популістських партій, таких як PVV та FvD.

## Географія
Територія громади займає 228,45 км², з яких 220,30 км² — суша і 8,15 км² — водна поверхня. Станом на лютий 2020 року у громаді мешкає 25 930 особи.

### Населені пункти муніципалітету
Міста
- Волвега

Села
- Блесдейке
- Бойл
- Вінкега
- Віллемсорд (частково)
- Де-Блессе
- Де-Гуве
- Зандгейзен
- Лангелілле
- Мюннекебюрен
- Неєголтволде
- Неєголтпаде
- Неєламер
- Неєтрейне
- Нордволде
- Нордволде-Зейд
- Олдеголтволде
- Олдеголтпаде
- Олделамер
- Олдетрейне
- Остерстрек
- Пеперга
- Слейкенбург
- Соннега
- Спанга
- Стеггерда
- Схерпензел
- Тер-Ідзард

## Топографія
Нідерландська топографічна карта муніципалітету Вестстеллінгверф, 2013.

## Визначні мешканці
- Пітер Стаувесант (1592–1672) — останній генерал-губернатор голландських володінь у Північній Америці[4]